# Contea di Walker (Texas)
La contea di Walker (in inglese Walker County) è una suddivisione amministrativa dello Stato del Texas, negli Stati Uniti. La popolazione al censimento del 2010 era di 67 861 abitanti. Il capoluogo di contea è Huntsville.

## Geografia
| Anno | Popolazione | ±%     |
| ---- | ----------- | ------ |
| 1850 | 3,964       | Note:  |
| 1860 | 8,191       | 106.6% |
| 1870 | 9,766       | 19.2%  |
| 1880 | 12,024      | 23.1%  |
| 1890 | 12,874      | 7.1%   |
| 1900 | 15,813      | 22.8%  |
| 1910 | 16,061      | 1.6%   |
| 1920 | 18,556      | 15.5%  |
| 1930 | 18,528      | −0.2%  |
| 1940 | 19,868      | 7.2%   |
| 1950 | 20,163      | 1.5%   |
| 1960 | 21,475      | 6.5%   |
| 1970 | 27,680      | 28.9%  |
| 1980 | 41,789      | 51.0%  |
| 1990 | 50,917      | 21.8%  |
| 2000 | 61,758      | 21.3%  |
| 2010 | 67,861      | 9.9%   |

Secondo l'Ufficio del censimento degli Stati Uniti d'America la contea ha un'area totale di 802 miglia quadrate (2080 km²), di cui 784 miglia quadrate (2030 km²) sono terra, mentre 17 miglia quadrate (44 km², corrispondenti al 2,2% del territorio) sono costituiti dall'acqua.

### Strade principali
- Interstate 45
- U.S. Highway 190
- State Highway 19
- State Highway 30
- State Highway 75

### Contee adiacenti
- Houston County (nord)
- Trinity County (nord-est)
- San Jacinto County (est)
- Montgomery County (sud)
- Grimes County (ovest)
- Madison County (nord-ovest)

### Aree nazionali protette
- Sam Houston National Forest (parzialmente)

## Istruzione
Nella contea si trova il Sam Houston State University.
Nella contea si contano i seguenti distretti scolastici:
- Huntsville Independent School District
- New Waverly Independent School District
- Richards Independent School District
- Trinity Independent School District

Il Gulf Coast Trades Center, una scuola privata, si trova in un'area non incorporata della contea.